# Steve Bainbridge
 Stephen Bainbridge, né le 7 octobre 1956 à Newcastle, est un ancien joueur de rugby à XV, qui a joué avec l'équipe d'Angleterre, évoluant au poste de deuxième ligne. 

## Carrière
Il a disputé son premier test match le 20 février 1982, à l’occasion d’un match contre l'équipe de France, et le dernier contre l'équipe des États-Unis, le 3 juin 1987.
Bainbridge a participé à la coupe du monde 1987 (2 matchs disputés). 
Il a disputé deux test matchs avec les Lions britanniques en 1983.

## Palmarès
- 18 sélections (+ 6 non officielles) avec l'équipe d'Angleterre
- Sélections par année : 2 en 1982, 5 en 1983, 4 en 1984, 2 en 1985, 5 en 1987
- Tournois des Cinq Nations disputés : 1982, 1983, 1984, 1987